# Sturzelbronn
Sturzelbronn là một xã trong vùng Grand Est, thuộc tỉnh Moselle, quận Sarreguemines, tổng Bitche. Tọa độ địa lý của xã là 49° 03' vĩ độ bắc, 07° 35' kinh độ đông. Sturzelbronn nằm trên độ cao trung bình là 250 mét trên mực nước biển, có điểm thấp nhất là 228 mét và điểm cao nhất là 454 mét. Xã có diện tích 32,51 km², dân số vào thời điểm 1999 là 189 người; mật độ dân số là 5 người/km².

## Thông tin nhân khẩu
| 1962 | 1968 | 1975 | 1982 | 1990 | 1999 |
| ---- | ---- | ---- | ---- | ---- | ---- |
| 234  | 239  | 239  | 205  | 178  | 189  |

## Địa điểm tham quan
- Nhà thờ St Elisabeth von 1764.